# Arnemuiden
Arnemuiden est un village appartenant à la commune néerlandaise de Middelbourg, situé dans la province de la Zélande. Le 1er janvier 2007, le village comptait 5 370 habitants. Il est situé sur Walcheren, théâtre de la première bataille de la Guerre de Cent Ans, le 23 septembre 1338.

## Histoire

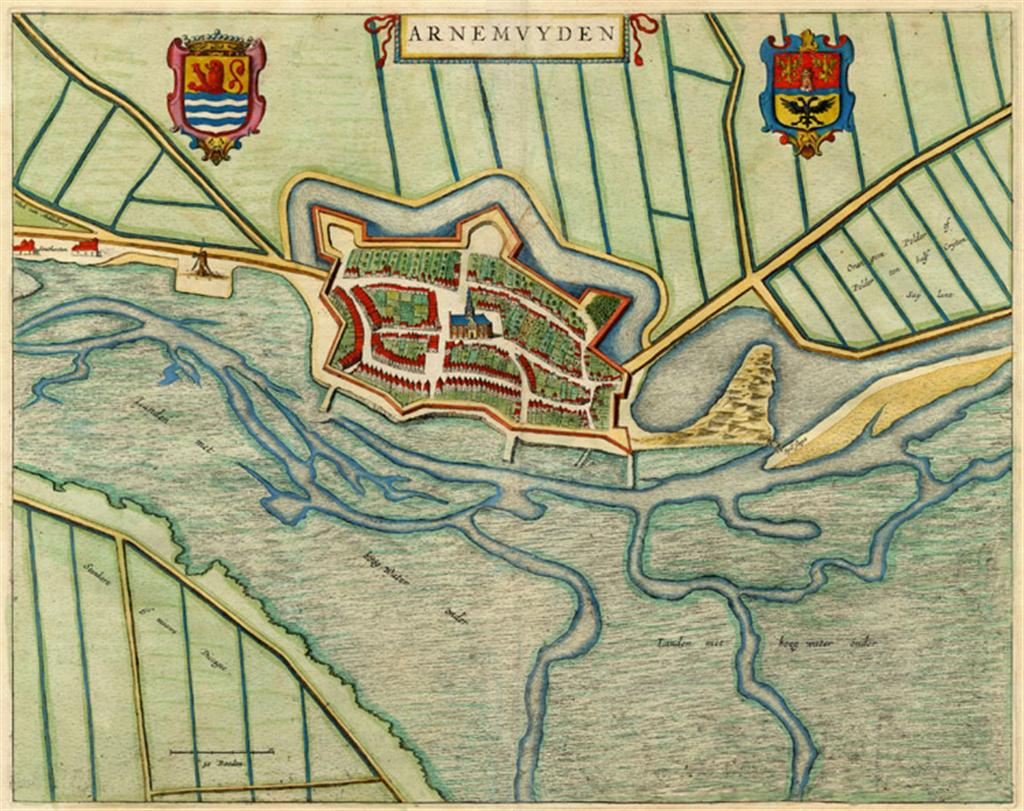
Arnemuiden

Jadis port florissant, le premier navire hollandais allant aux Grandes-Indes en partit.
Arnemuiden est resté une commune indépendante jusqu'au 1er janvier 1997. À cette date, la commune est rattachée à Middelbourg.
Dans son roman Les Frères Kip, Jules Verne s'inspire du nom pour créer l'armateur hollandais Arnemniden (partie 2, chapitre II) qui est propriétaire du navire Skydnam en Tasmanie. 

## Culture locale et patrimoine

### Lieux et monuments
l'horloge d'Arnemuiden est l'une des rares horloges d’Europe à indiquer les marées. Elle a été réalisée par Jan Dircksz en 1589 et rénovée complètement en 1957. 

## Transport
Arnemuiden possède une gare ferroviaire sur la ligne Rosendael - Flessingue.

## Personnalités
- Jans Juriaensz van Baden, peintre néerlandais, spécialiste de la peinture architecturale, a été actif à Arnemuiden de 1633 à 1635.
- Jan Poortvliet, footballeur néerlandais
- Jan Paul van Hecke (2000-), footballeur néerlandais, est né à Arnemuiden.